# Carrie Neely
Carrie Neely, ameriška tenisačica, * 24. januar 1876, Chicago, ZDA, † 29. november 1938, Chicago.
V vseh konkurencah se je devetkrat uvrstila v finale turnirja za Nacionalno prvenstvo ZDA in ga osvojila štirikrat. V posamični konkurenci se je v finale uvrstila leta 1907, ko jo je premagala Evelyn Sears v dveh nizih. V konkurenci ženskih dvojic je turnir osvojila trikrat, še trikrat se je uvrstila v finale, v konkurenci mešanih dvojic pa je v dveh nastopih v finalu turnir osvojila leta 1898 skupaj z Edwinom Fischerjem.

## Finali Grand Slamov

### Posamično (1)

#### Porazi (1)
| Leto | Turnir                   | Nasprotnica v finalu | Rezultat finala |
| 1907 | Nacionalno prvenstvo ZDA | Evelyn Sears         | 3–6, 2–6        |

### Ženske dvojice (6)

#### Zmage (3)
| Leto | Turnir                   | Partnerica      | Nasprotnici v finalu                | Rezultat finala |
| 1903 | Nacionalno prvenstvo ZDA | Elisabeth Moore | Miriam Hall Marion Jones            | 8–4, 6–1, 6–1   |
| 1905 | Nacionalno prvenstvo ZDA | Helen Homans    | Marjorie Oberteuffer Virginia Maule | 6–0, 6–1        |
| 1907 | Nacionalno prvenstvo ZDA | Marie Wimer     | Edna Wildey Natalie Widely          | 6–1, 2–6, 6–4   |

#### Porazi (3)
| Leto | Turnir                   | Partnerica      | Nasprotnici v finalu                | Rezultat finala         |
| 1898 | Nacionalno prvenstvo ZDA | Marie Wimer     | Juliette Atkinson Kathleen Atkinson | 1–6, 6–2, 6–4, 1–6, 2–6 |
| 1904 | Nacionalno prvenstvo ZDA | Elisabeth Moore | May Sutton Bundy Miriam Hall        | 6–3, 3–6, 3–6           |
| 1908 | Nacionalno prvenstvo ZDA | Miriam Steever  | Evelyn Sears Margaret Curtis        | 3–6, 7–5, 7–9           |

### Mešane dvojice (2)

#### Zmage (1)
| Leto | Turnir                   | Partner       | Nasprotnika v finalu     | Rezultat finala |
| 1898 | Nacionalno prvenstvo ZDA | Edwin Fischer | Helen Chapman J. A. Hill | 6–2, 6–4, 8–6   |

#### Porazi (1)
| Leto | Turnir                   | Partner       | Nasprotnika v finalu      | Rezultat finala |
| 1903 | Nacionalno prvenstvo ZDA | W. H. Rowland | Helen Chapman Harry Allen | 4–6, 5–7        |